# 艾德禮伯爵
艾德禮伯爵（Earl Attlee）屬於聯合王國貴族爵位，創設於1955年12月16日。授予前工黨首相艾德禮。
此伯爵爵位額外附有艾塞克斯郡（Essex）沃爾瑟姆斯托（Walthamstow）之普勒斯伍德子爵（Viscount Prestwood）頭銜。此子爵頭銜屬禮節性頭銜，只有現任伯爵的爵位繼承人兼長子方可使用此頭銜。伯爵銜頭現時由艾德禮的孫子，約翰·艾德禮所有，他是保守黨的黨員。

## 艾德禮伯爵 （1955年）
- 克萊門特·理查·艾德禮，第一代艾德禮伯爵 （1883年—1967年）
- 馬丁·理查·艾德禮，第二代艾德禮伯爵 （1927年—1991年）
- 約翰·理查·艾德禮，第三代艾德禮伯爵 （1956年—）（在1999年成功當選，保住上議院議席）

此伯爵爵位現時仍然沒有法定繼承人。